# Districtul An Nuqat al Khams
An Nuqat al Khams este un district în Libia. Are 208.954 locuitori și o suprafață de 5.250 km².